# Kokorekre
Kôkôrekre (Kokorekre, Kokorekré; danas su poznati i kao Xikrin do Bacajá), jedna od skupina brazilskih Xikrin Indijanaca, danas na rezervatu na rijeci Rio Bacajá. Porijeklom su s rijeke Araguaie gdje su se početkom 18. st. Kayapo odvojili od Apinayea,
Njihovi preci Pore-kru koji, s rijeke Pau d’Arco zbog neprijateljstava s Gorotire Indijancima i lokalnih naseljenika odlaze sjeverno do rijeka Parauapebas i Itacaiúnas, gdje su se kasnije podijelili na Kokorekré koji su ostali na rijeci Parauapebas i Put-Karôt (Purucarod) koji su odselili na rijeku Cateté.
Kokorekre (Kokorekré), koji su počeli da uspostavljati trgovinske odnose s regionalnim neindijskim stanovništvom koji su se kreće do rijeke Parauapebas, također su bili žrtve bolesti, kao i pokolja oko 1910 koji su im nanijeli Brazilci tijekom neke kaznene ekspedicije. I uz rijeku catete je stanje loše jer se pogoršavaju odnosi Purucaroda (Put-Karôt) i sakupljača gume. Purucarodi se povlače prema gornjem toku rijeke Itacaiúnas. Godine 1926. u strahu pred Gorotire Indijancima s kojima su imal idosada mnogo sukoba natjerao ih je da se Kokorekré povuku prema rijeci Rio Bacajá gdje žive i danas. Skupina porijeklom s Catete, to su Purucarod, negdje između 1930. i 1940. vratli su se natrag na rijeku Catete, a tu su i danas.
Potomci Kokorekrea danas žive na rezervatu Terra Indígena Trincheira-Bacajá (ukratko TITB) pod imenom Xikrin do Bacajá.
1. ↑  Xikrin - History and Cultural Relations
2. ↑  Xikrin: History of fissions and territorial occupation[neaktivna poveznica]